# Bárbara Riveros
Bárbara Catalina Riveros Díaz (Santiago de Chile, 3 de agosto de 1987) es una deportista chilena que compite en triatlón, campeona mundial de triatlón de velocidad en 2011.

## Trayectoria deportiva

### Inicios
Desde muy pequeña, Bárbara obtuvo lugares destacados en competiciones de Ciclismo de montaña y Atletismo, llegando a conseguir varios triunfos a nivel nacional en su país. Desde los 9 años, manifestó interés por el triatlón gracias a la motivación de su padre, Agustín Riveros, que fue atleta toda su vida y con quien salía a trotar siendo muy niña.
A los ocho años empezó su carrera deportiva. Se inició haciendo atletismo en el Club Sport Francés y su primera competencia fue a esa edad en el Estadio Sausalito de Viña del Mar, donde salió segunda. A la edad de nueve años, se presentó en el Club Deportivo Universidad Católica para practicar esta disciplina formalmente, pero su limitación era la natación, comenzando a trabajar dicha disciplina de manera especial.

### 2008-2010
En los Juegos Olímpicos de Beijing 2008, su primer evento olímpico, finalizó en el 25.º puesto. En las Series Mundiales de Triatlón de 2010, gana la prueba realizada en Sídney y en Seúl termina en 2.º lugar.
En los Juegos Sudamericanos de 2010 fue reconocida por ser la primera deportista con el mayor número de medallas de la selección de Chile en esa edición de los Juegos Suramericanos. Su desempeño en la novena edición de los Juegos, se identificó por ser la quincuagésimo novena deportista con el mayor número de medallas entre todos los participantes del evento, con un total de cuatro medallas: oro en distancia olímpica en la prueba individual femenina, oro en triatlón de velocidad femenina, plata en triatlón distancia olímpica por equipos femenina y bronce en triatlón de velocidad por equipos femenina.

### 2011-2014

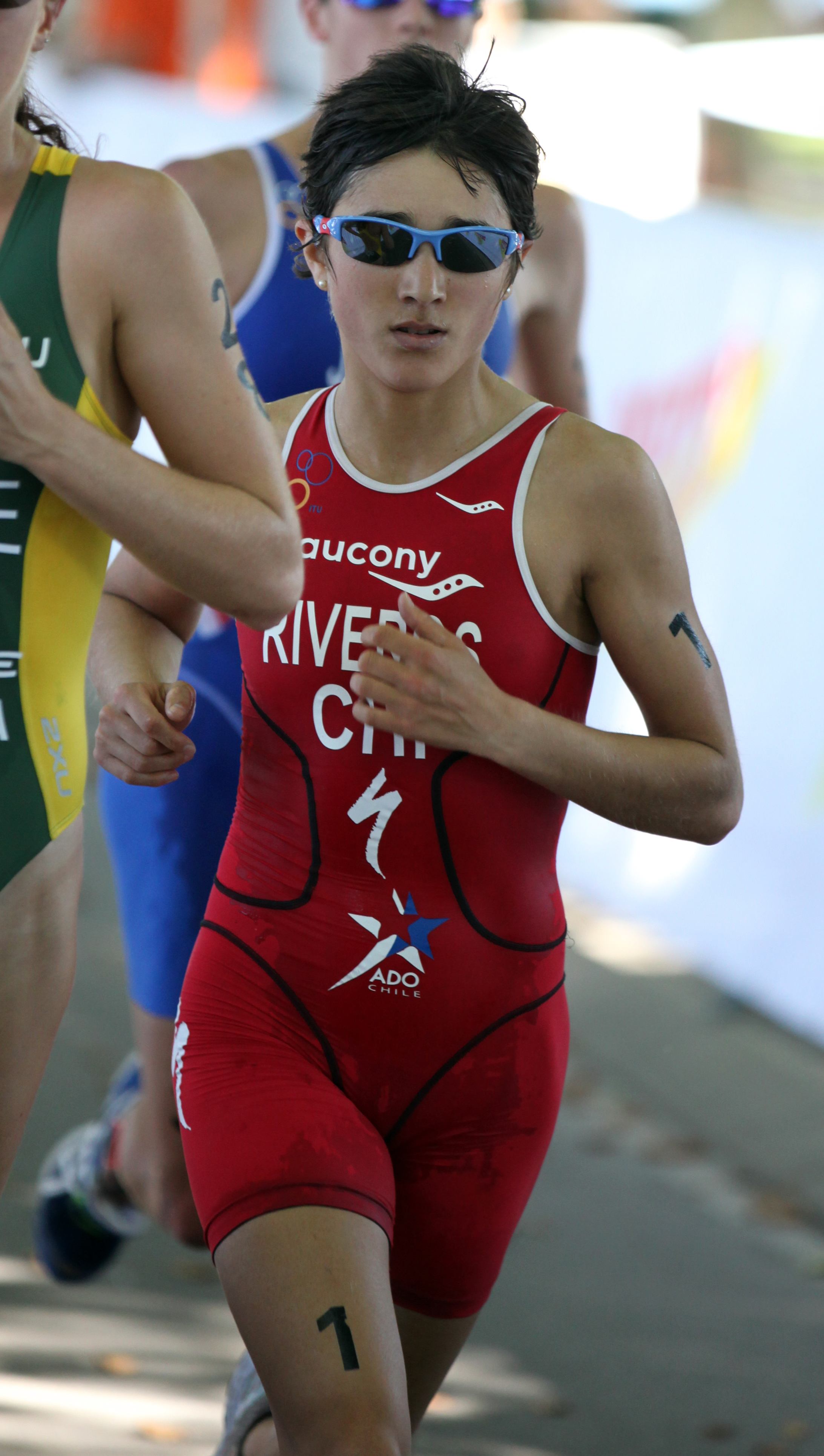
Riveros, de rojo, en 2011.

En las Series Mundiales de Triatlón de 2011 obtiene la victoria en la prueba de Lausana, un 2.° puesto en Sídney y 5.° puesto en Hamburgo. Este mismo año obtiene la medalla de oro en el Mundial de Triatlón de Velocidad, y la medalla de plata en los Juegos Panamericanos de 2011 en triatlón distancia olímpica.
En 2012 consigue tres terceros puestos en las Series Mundiales de Triatlón en las pruebas de Madrid, Estocolmo y Auckland. En los Juegos Olímpicos de Londres 2012, finalizó en el 16.° puesto. En el Mundial de Xterra Triatlón consigue plata en 2012 y plata en 2014.

### 2015-presente
En los Juegos Panamericanos de 2015 realizados en Toronto, Canadá, Riveros obtuvo medalla de oro en la competición individual con una marca de 1:57:18, obteniendo la clasificación para los Juegos Olímpicos de Río de Janeiro 2016. Este mismo año obtiene la victoria en el Ironman de Pucón, y es elegida como la Mejor Deportista del año en Chile.
En 2016 vuelve a ganar el Ironman de Pucón. Ese mismo año, en los Juegos Olímpicos de Río de Janeiro, Riveros obtuvo el quinto lugar en el triatlón femenino. El 15 de enero de 2017, consigue el oro en categoría de mujeres y se convierte en tricampeona del Ironman de Pucón, remontando más de 6 minutos en el final de la carrera. El 19 de marzo de 2017 Bárbara Riveros es medalla de oro en Ironman 70.3 de Taiwán haciendo un tiempo de 4 horas 13 minutos y 22 segundos. El 31 de marzo de 2017 es campeona del Trialón XTERRA Chile (primera vez realizado en el país) categoría mujeres con un tiempo de 2:43.42. En el Mundial de Xterra Triatlón de 2017 obtiene la medalla de plata.
En 2018, consigue por cuarta vez consecutiva el Ironman de Pucón y la medalla de plata en el Mundial de Triatlón de Larga Distancia. Al año siguiente el 13 de enero de 2019 consigue el pentacampeonato en la prueba de Pucón. El 9 de enero de 2023 consigue su sexto primer lugar en la competencia de Pucón.

## Palmarés internacional
| Juegos Panamericanos  | Juegos Panamericanos   | Juegos Panamericanos | Juegos Panamericanos |
| Año                   | Lugar                  | Medalla              | Prueba               |
| --------------------- | ---------------------- | -------------------- | -------------------- |
| 2011                  | Guadalajara (México)   | Medalla de plata     | Individual           |
| 2015                  | Toronto (Canadá)       | Medalla de oro       | Individual           |
| Campeonato de Oceanía |                        |                      |                      |
| Año                   | Lugar                  | Medalla              | Prueba               |
| 2009                  | Gold Coast (Australia) | Medalla de bronce    | Individual           |

| Campeonato Mundial | Campeonato Mundial | Campeonato Mundial | Campeonato Mundial |
| Año                | Lugar              | Medalla            | Prueba             |
| ------------------ | ------------------ | ------------------ | ------------------ |
| 2011               | Lausana (Suiza)    | Medalla de oro     | Individual         |

| Campeonato Mundial | Campeonato Mundial | Campeonato Mundial | Campeonato Mundial |
| Año                | Lugar              | Medalla            | Prueba             |
| ------------------ | ------------------ | ------------------ | ------------------ |
| 2018               | Fionia (Dinamarca) | Medalla de plata   | Individual         |

| Campeonato Mundial | Campeonato Mundial         | Campeonato Mundial | Campeonato Mundial |
| Año                | Lugar                      | Medalla            | Prueba             |
| ------------------ | -------------------------- | ------------------ | ------------------ |
| 2015               | Cerdeña (Italia)           | Medalla de plata   | Individual         |
| 2016               | Snowy Mountain (Australia) | Medalla de plata   | Individual         |
| 2025               | Pontevedra (España)        | Medalla de bronce  | Individual         |

| Campeonato Mundial | Campeonato Mundial    | Campeonato Mundial | Campeonato Mundial |
| Año                | Lugar                 | Medalla            | Prueba             |
| ------------------ | --------------------- | ------------------ | ------------------ |
| 2012               | Maui (Estados Unidos) | Medalla de plata   | Individual         |
| 2014               | Maui (Estados Unidos) | Medalla de plata   | Individual         |
| 2017               | Maui (Estados Unidos) | Medalla de plata   | Individual         |